# Stela-Iro Ledaki
Stela-Iro Ledaki (ur. 18 lipca 1988 w Chanii) – grecka lekkoatletka specjalizująca się w skoku o tyczce.

## Igrzyska Olimpijskie
Na Igrzyskach Olimpijskich w Londynie skoczyła na wysokość 450 cm, co dało jej 13. pozycję, niepremiowaną awansem do finału.

## Informacje
Mierzy 170 cm wzrostu.
Reprezentuje klub Eleftherios Venizelios.